# ベルタ・ヤーン＝ベーア
ベルタ・フィロメナ・ヤーン＝ベーア（Berta Philomena Jahn-Beer, 1883年3月1日 - 1942年）はオーストリア出身のピアニスト、ピアノ教師。

## 経歴
オーストリア＝ハンガリー帝国の首都ウィーンに生まれ、指揮者の父ベルンハルト・ヤーン (Bernhard Jahn) に学ぶ。1927年から1938年までウィーンの音楽舞台芸術アカデミー（現在のウィーン国立音楽大学）でピアノ教師を務めたが、ナチス・ドイツがアンシュルスによってオーストリアを併合すると職を追われた。アメリカ合衆国に亡命し、マサチューセッツ州ケンブリッジのロンジー音楽学校 (Longy School of Music) でピアノ教師となった。教え子に属啓成、尾高尚忠、ハンス・ティシュラー、ゲオルク・ティントナーがいる。